# Wahlkreis Dundee City East
| Dundee City East                       |
| -------------------------------------- |
| Dundee City East · North East Scotland |
| Gebildet                               |
| 2011                                   |
| Abgeordnete                            |
| Shona Robison (SNP)                    |
| Regionen                               |
| Dundee                                 |

Dundee City East ist ein Wahlkreis für das Schottische Parlament. Er wurde 2011 als einer von zehn Wahlkreisen der Wahlregion North East Scotland eingeführt, die im Zuge der Revision der Wahlkreise im Jahre 2011 neu zugeschnitten und von neun auf zehn Wahlkreise erweitert wurde. Hierbei wurde der Wahlkreis Dundee City East im Wesentlichen aus Gebieten des ehemaligen Wahlkreises Dundee East gebildet. Er umfasst den östlichen Teil der Stadt Dundee und entsendet einen Abgeordneten.
Der Wahlkreis erstreckt sich über eine Fläche von 27 km2. Im Jahre 2020 lebten 70.909 Personen innerhalb seiner Grenzen.

## Wahlergebnisse

### Parlamentswahl 2011
| Ergebnisse der Parlamentswahl 2011 | Ergebnisse der Parlamentswahl 2011 | Ergebnisse der Parlamentswahl 2011 | Ergebnisse der Parlamentswahl 2011 |
| Partei                             | Kandidat                           | Stimmen                            | %                                  |
| ---------------------------------- | ---------------------------------- | ---------------------------------- | ---------------------------------- |
| SNP                                | Shona Robison                      | 16.541                             | 64,2                               |
| Labour                             | Mohammed Asif                      | 5862                               | 22,8                               |
| Conservative                       | Brian Docherty                     | 2550                               | 9,9                                |
| Liberal Democrats                  | Allan Petrie                       | 800                                | 3,1                                |
| Wahlbeteiligung: 25.753 (47,34 %)  |                                    |                                    |                                    |

### Parlamentswahl 2016
| Ergebnisse der Parlamentswahl 2016 | Ergebnisse der Parlamentswahl 2016 | Ergebnisse der Parlamentswahl 2016 | Ergebnisse der Parlamentswahl 2016 | Ergebnisse der Parlamentswahl 2016 |
| Partei                             | Kandidat                           | Stimmen                            | %                                  | ±                                  |
| ---------------------------------- | ---------------------------------- | ---------------------------------- | ---------------------------------- | ---------------------------------- |
| SNP                                | Shona Robison                      | 16.509                             | 58,1                               | −6,2                               |
| Labour                             | Richard McCready                   | 5.611                              | 19,7                               | −3,0                               |
| Conservative                       | Bill Bowman                        | 4.969                              | 17,5                               | +7,6                               |
| Liberal Democrats                  | Craig Duncan                       | 911                                | 3,2                                | +0,1                               |
| TUSC                               | Leah Ganley                        | 437                                | 1,5                                | +1,5                               |
| Wahlbeteiligung: (51,5 %)          |                                    |                                    |                                    |                                    |

### Parlamentswahl 2021
| Ergebnisse der Parlamentswahl 2021 | Ergebnisse der Parlamentswahl 2021 | Ergebnisse der Parlamentswahl 2021 | Ergebnisse der Parlamentswahl 2021 | Ergebnisse der Parlamentswahl 2021 |
| Partei                             | Kandidat                           | Stimmen                            | %                                  | ±                                  |
| ---------------------------------- | ---------------------------------- | ---------------------------------- | ---------------------------------- | ---------------------------------- |
| SNP                                | Mark McDonald                      | 19.230                             | 59,2                               | +1,1                               |
| Labour                             | Owen Wright                        | 5.893                              | 18,1                               | −1,6                               |
| Conservative                       | Philip Scott                       | 5.630                              | 17,3                               | −0,2                               |
| Liberal Democrats                  | Michael Crichton                   | 1.431                              | 4,4                                | +1,2                               |
| TUSC                               | Wayne Scott                        | 287                                | 0,9                                | −0,6                               |
| Wahlbeteiligung: 58 %              |                                    |                                    |                                    |                                    |